# 西方町真名子
西方町真名子（にしかたまちまなご）は、栃木県栃木市の大字。かつての上都賀郡真名子村（まなごむら）に相当する。郵便番号は322-0605。本項では上都賀郡真名子村についても述べる。

## 地理
栃木市の北部、西方地域の西部に位置しており、全域が真名子地区を占めている。ほとんどが山地となっており、隣接する鹿沼市との市境に谷倉山がある。また、北西部に赤津川の水源があり、そこから南東部の方へ流れている。東は西方町本城・西方町元、南は都賀町大柿・大久保町、西は鍋山町・星野町、北は鹿沼市下粕尾・同市深程とそれぞれ接している。

## 世帯数と人口
2017年（平成29年）8月31日現在の世帯数と人口は以下の通りである。
| 大字         | 世帯数  | 人口    |
| ------------ | ------- | ------- |
| 西方町真名子 | 392世帯 | 1,140人 |

## 歴史
- 1889年（明治22年）4月1日 - 町村制施行により上都賀郡真名子村が成立する。
- 1955年（昭和30年）4月27日 - 西方村と合併し（新）西方村が成立し、西方村真名子となる。
- 1994年（平成6年）10月1日 - 西方村が町制施行し西方町となり、西方町真名子となる。
- 2011年（平成23年）10月1日 - 西方町が栃木市に編入。同時に地域自治区「西方町」が設置され栃木市西方町真名子となる。

## 施設
- 栃木市立真名子小学校
- 栃木警察署真名子駐在所
- 栃木市役所真名子出張所
- 真名子城跡
- 八百比丘尼堂

## 道路
- 栃木県道37号栃木粟野線

## 小・中学校の学区
市立小・中学校に通う場合、学区は以下の通りとなる。
| 学区 | 小学校               | 中学校             |
| ---- | -------------------- | ------------------ |
| 全域 | 栃木市立真名子小学校 | 栃木市立西方中学校 |